# HVOB
 (mars 2018).
Si vous disposez d'ouvrages ou d'articles de référence ou si vous connaissez des sites web de qualité traitant du thème abordé ici, merci de compléter l'article en donnant les références utiles à sa vérifiabilité et en les liant à la section « Notes et références ».
HVOB (« Her Voice Over Boys ») est un groupe de musique électronique autrichien.

## Description et histoire
Ce duo, composé d'Anna Müller et de Paul Wallner, est originaire de Vienne.
En 2016, ils collaborent avec le chanteur Winston Marshall (en) pour l'album Silk (2017).

## Discographie

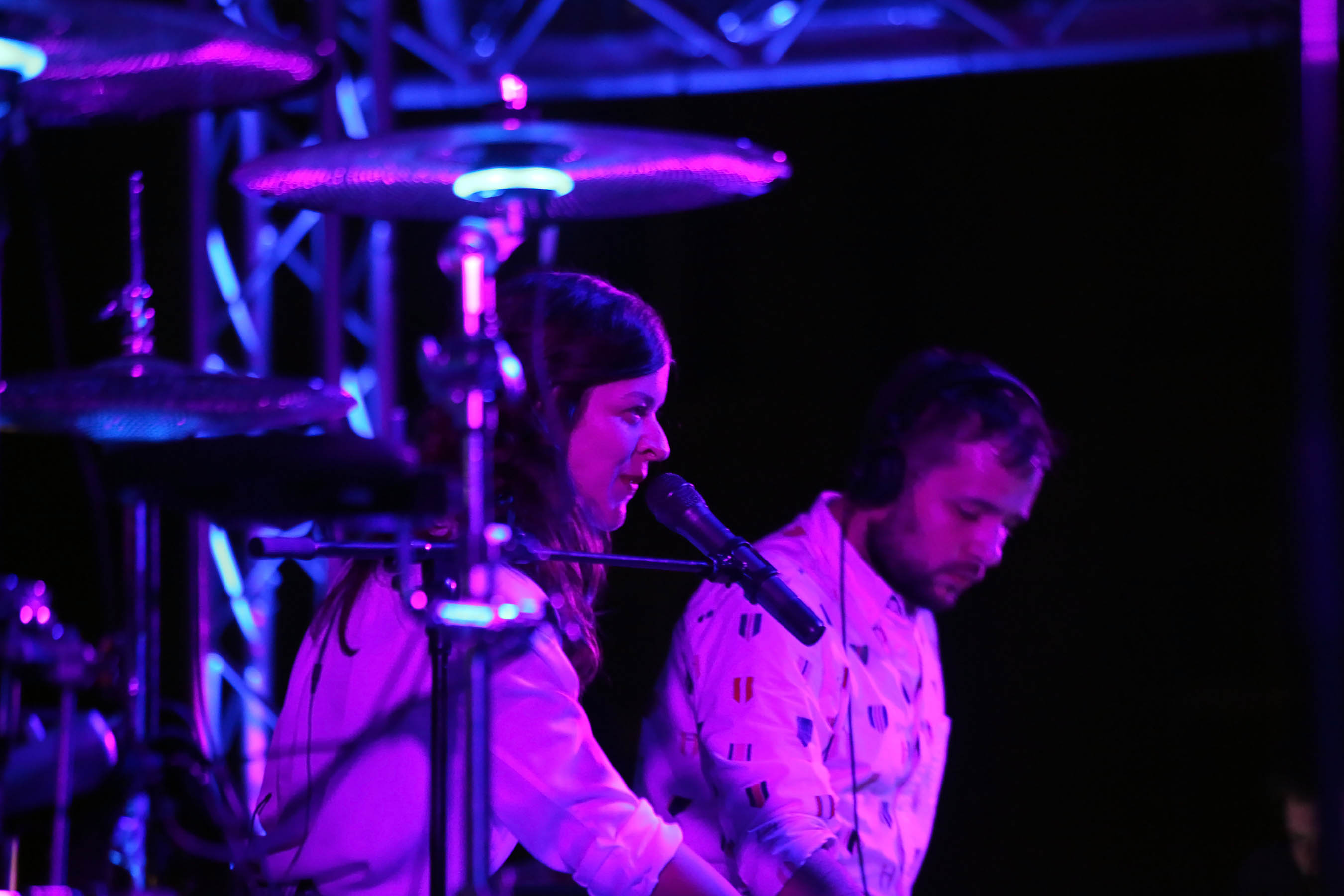
HVOB en 2013.

- HVOB (2013)
- Trialog (2015)
- Silk (2017)
- Rocco (2019)
- Too (2022)